# Xisco Barceló
Francisco Barceló Martínez (Palma de Mallorca 3 de octubre de 1956), conocido como Xisco Barceló, es un periodista, presentador de radio y televisión y escritor.

## Biografía
Empezó a tomar contacto con el mundo del periodismo al acompañar un día a la radio a unos amigos músicos para interpretar una canción que él había escrito. En el año 1973 el cantante y presentador Toni Obrador daba oportunidades a los jóvenes valores en su programa diario. Ese día, además, entrevistaba al actor y presentador Jesús Puente y este que escuchó la canción de aquellos jóvenes, se interesó por la letra y le pidió a Xisco Barceló que leyera el poema. Al oír su voz, le aconsejó leer mucho texto y que se dedicase a la radio.
Aunque ha trabajado en diversos sectores, como el inmobiliario, la enseñanza, la alimentación, siempre ha estado ligado a la comunicación y a las relaciones públicas. [cita requerida]
Durante diez años (1993-2003) trabajó como director comercial, marketing, director de la revista del club, ejerciendo como relaciones públicas del Real Club Deportivo Mallorca durante varias temporadas, combinando la tarea también con la prensa escrita y programas de radio y televisión. 
Ha dirigido revistas de ámbito social, cultural, deportivas y empresarial, escrito para medios como La Voz de Galicia y para el digital; Mallorcadiario.com
Su carrera profesional abarca más de treinta años como productor, director y presentador de múltiples programas de radio y de televisión en Baleares, deportivos, culturales, como las series; “Gent dels nostres pobles”, “Camins de la Mar” o “Artista” que permaneció 18 años en parrilla de programación en Canal 4 con más de 500 entrevistas a artistas plásticos y en colaboraciones con IB3 Tv, en dónde dirigió la Meteorología en los primeros años, para emisoras como Cadena Ser y Cope. 
Presentó los actos del 100 aniversario del “Tren de Sóller” y de actos institucionales. 
Ha formado de comitivas gubernamentales, acompañando como prensa a empresarios en visitas oficiales a distintos países. 
Es el autor del libro; “30 años de historia” que cuenta la vida de Canal 4 Tv. y que se presentó en la celebración del 30 aniversario. También es autor del libro; “Viatge al paradís”. Una aventura protagonizada por 22 maletas que han sido intervenidas por artistas plásticos y cuentan al mundo las virtudes de “les Illes Balears”. Ha escrito textos en numerosos catálogos de artistas; como Pedro Cano, Luis Maraver, Dolors Comas, Pascual de Cabo, Tomás Horrach, Pedro Quetglas “Xam”, Joan Riera Ferrari, Jaume Mir, y un largo etc.
Ocasionalmente su voz ha sido requerida para narraciones televisivas y para anuncios publicitarios, de salas de cine, de radio y televisión. [cita requerida]
Fue Presidente de la Fundación Mallorca Universal con la que ha organizado infinidad de acciones relacionadas con las costumbres y tradiciones de Mallorca y en las que han participado miles de personas.
En 2020 dio inicio en Radio Calviá al programa Entrevistados que posteriormente pasó a llamarse inVIPtados. Una suerte de entrevistas monográficas de una hora de duración compartiendo presentación con el artista plástico Jaime Roig de Diego, por el que han pasado personajes como Toni Nadal, Jaime Anglada, Micky, Juan Reyes, Victor Piña, Agustín Martínez «El Casta», Bruno Sotos y un largo etc. 
Durante estos años ha seguido escribiendo sobre temas culturales para el periódico digital Mallorcadiario. Ha presentado numerosos actos, la mayoría de carácter solidario, conciertos, exposiciones de arte, subastas, etc.
El 10 de junio de 2024 se estrenaba una nueva tanda de programas de la mítica serie de televisión “Artista”, que se emitiría al mismo tiempo en Canal 4 TV. Madrid y Barcelona. Serie que cuenta con más de 20.000.000 de visualizaciones a lo largo de sus años de emisión. 
El 29 de junio de 2024 presentaría en el Castillo de Bellver de Palma de Mallorca, el Homenaje a la figura de Serafín Nebot (la voz de Los Javaloyas) que falleciera justo un año antes. El grupo actual interpretaría una veintena de temas adaptados para banda de música, y así cumplir el último deseo de Serafín. Estarían acompañados por Simfo Vents.

## Programas de televisión
- Gent dels nostres pobles
- Camins de la Mar
- "Artista"

## Programas de radio
- Director presentador de la sección ADN en Radio Calviá FM[5]

## Otros medios de comunicación
- Desde el 1 de febrero de 2023, Nuevo director de la revista digital temática firesifestes.es[6]

## Libros
- 30 años de historia
- Viatge al paradís
- Los ojos de nadie[7]